# Ai szuru
Az Ai szuru (愛する, ’Szerelem’) a Super Beaver japán pop-rock együttes hetedik nagylemeze, amely 2015. április 1-jén jelent meg a független I×L×P× Records gondozásában. A kiadvány a 24. helyezést érte el az Oricon heti eladási listáján 3053 példánnyal, ezzel a zenekar addigi legsikeresebb stúdióalbuma lett.
Az albumról egy dal lett kimásolva, a Rasisza, amely 2014. szeptember 24-én jelent meg és a Barakamon című animesorozat nyitófőcím dala volt.

## Számlista
| CD (NOID-0004) | CD (NOID-0004)                     | CD (NOID-0004)                  | CD (NOID-0004)    | CD (NOID-0004) | CD (NOID-0004) | CD (NOID-0004) | CD (NOID-0004) | CD (NOID-0004) | CD (NOID-0004) |
|                | Cím                                | Dalszöveg                       | Zene              | Hangszerelő    | Hossz          |                |                |                |                |
| -------------- | ---------------------------------- | ------------------------------- | ----------------- | -------------- | -------------- | -------------- | -------------- | -------------- | -------------- |
| 1.             | Dareka (誰か; Valaki)              | Janagiszava Rjóta               | Janagiszava Rjóta | Super Beaver   | 1:25           |                |                |                |                |
| 2.             | Rasisza (らしさ; Hasonlóság)       | Janagiszava Rjóta               | Janagiszava Rjóta | Super Beaver   | 4:26           |                |                |                |                |
| 3.             | Sómei (証明; Bizonyíték)           | Janagiszava Rjóta               | Janagiszava Rjóta | Super Beaver   | 4:42           |                |                |                |                |
| 4.             | Kekka-ron (結果論; Utógondolat)    | Janagiszava Rjóta               | Janagiszava Rjóta | Super Beaver   | 4:12           |                |                |                |                |
| 5.             | Vatasi (わたし; Én)                | Sibuja Rjúta, Janagiszava Rjóta | Janagiszava Rjóta | Super Beaver   | 5:26           |                |                |                |                |
| 6.             | Q&A (guest chorus: Mami (Scandal)) | Janagiszava Rjóta               | Janagiszava Rjóta | Super Beaver   | 3:49           |                |                |                |                |
| 7.             | Okageszama (おかげさま; Köszönet)  | Janagiszava Rjóta               | Janagiszava Rjóta | Super Beaver   | 4:23           |                |                |                |                |
| 8.             | Ii tte (言えって; Azt mondom)      | Janagiszava Rjóta               | Janagiszava Rjóta | Super Beaver   | 4:03           |                |                |                |                |
| 9.             | Szeikacu (生活; Élet)              | Janagiszava Rjóta               | Janagiszava Rjóta | Super Beaver   | 5:42           |                |                |                |                |
| 10.            | Ai szuru (愛する; Szerelem)        | Janagiszava Rjóta               | Janagiszava Rjóta | Super Beaver   | 4:50           |                |                |                |                |
| 11.            | ILP                                | Janagiszava Rjóta               | Janagiszava Rjóta | Super Beaver   | 2:57           |                |                |                |                |
| 46:01          |                                    |                                 |                   |                |                |                |                |                |                |